# Продюсування
Продюсування — це діяльність, яка безпосередньо пов'язана з фінансуванням, виробництвом та розповсюдженням продукції. Продюсуванням займається продюсер.

## Мета
Метою продюсерської діяльності є успішна презентація проєкту (виконавця, продукції) на ринку. Таким чином, головним бажанням продюсера стає популярність проєкту (виконавця, продукції) серед населення та його прибутковість.

## Складові продюсерської діяльності
Взаємовідносини між артистом і продюсером та між проєктом і продюсером, а також іншими сторонами регулюються юридичними угодами. У світовій практиці продюсерів у шоу та медіа-бізнесі іменують менеджерами.
У сучасному світі продюсер є не лише основною фігурою, яка веде всі справи артиста (проєкту) й вирішує всі проблеми, а ще й інвестором проєкту (продукції). Продюсер повинен орієнтуватися в сучасному суспільному просторі потреб, оцінювати й складати бізнес-плани, стратегічні плани, застосовуючи при цьому професійний досвід і критерії світового й сучасного шоу бізнесу. Продюсер — це «дипломат» з боку суспільства, який знає, що сьогодні потрібно аудиторії.
Саме продюсер шукає нові йдеї та засоби їх втілення. Він створює виконавця (проєкт, продукцію) від витоків до фіналу. До його зобов'язаності входить формування майбутнього бюджету проєкту, підбирання й наймання творчих кадрів, забезпечення графіку роботи працівникам в рамках встановленого бюджету. Продюсер розробляє рекламну стратегію, шукає зацікавлених інвесторів, здійснює контроль над процесом, вирішує творчі завдання. Продюсер має чітко продумати стиль спілкування артиста з пресою, зміст бесіди, створити ауру загадковості довкола артиста, а також інтриги та чутки. Це ж саме стосується і будь-якого медіа-проєкту.
Продюсерська діяльність передбачає підбір кадрів, координацію та активізацію дій усіх учасників творення і просування проєкту чи продукції, дослідження і передбачення можливих наслідків. Продюсер знаходить спонсорські, інвестиційні кошти для просування проєкту, також є організатором різнорівневих творчих, управлінських, правових та економічних подій, процесів і явищ.
Багатогранність продюсерської діяльності пов'язана з розкруткою проєкту, яка охоплює не тільки традиційні методи творення і просування, а і специфічні — мерчандайзинг, участь у різноманітних PR-акціях, створення промо-компаній в Інтернеті. Завдання продюсера — створення колективними зусиллями продукту, який матиме комерційний потенціал. Крім вирішення поточних питань та координації, завдання продюсера — натхнення колективу на максимально ефективне виконання роботи за проєктом.
Продюсер, насамперед, — організатор команди фахівців, які й роблять проєкт.

## Методи
Продюсер виконує свої обов'язки за допомогою декількох методів підходу. Основні функціональні завдання та методи продюсерської діяльності:
- стратегічний метод — полягає у вивченні, проведенні, аналізуванні ситуацій, розробці прогнозів, на основі яких вибудовуються цілі продюсерської діяльності, а також складається бізнес-план
- адміністративний метод — полягає в контролі та оцінці результатів, здійсненні колективної діяльності, заохоченнях та покараннях, здійсненні нової стратегії співпраці з партнерами
- експертно-інноваційний — випливає з адміністративного й вимагає від продюсера постійного цілеспрямованого знайомства з новинками ринку, їх кваліфікованої оцінки, створення умов невідкладного впровадження на практиці
- соціально-психологічний метод — передбачає створення у колективі сприятливої морально-психологічної атмосфери, створення і підтримка традицій колективу, запобігання й вирішення суперечок, формування стандартів поведінки. Ця функція також відображає такі здібності продюсера, як мотивування, активізація, стимулювання.
- лідируючий метод — полягає в тому, що продюсер-менеджер є інтегратором і контролером, стежить за тим, щоб конкретні дії його команди не суперечили загальній стратегії

## Шляхи продюсування
Шляхи продюсування:
- створення унікальних та креативних рекламних та PR-кампаній
- успішна презентація артиста (проєкту, продукції) серед аудиторії
- аналіз реклами в Інтернеті, а також контекстної реклами
- долучення до проєкту зацікавлених інвесторів та партнерів
- спонсорство благодійних та інших заходів
- створення певного іміджу артиста (проєкту, продукції)

Всі ці функції, а також деякі інші продюсер виконує для досягнення своєї цілі. Серед особистих якостей у продюсерській діяльності знадобляться зв'язки з впливовими та успішними людьми, комунікабельність, вміння вести переговори, презентувати себе, так як і свій проєкт, відповідальність, креативність, працьовитість та організованість.

## Приклади використання
Прикладом «створення факту» слугує фільм «Хвіст, що виляє собакою» (1997 рік). За сюжетом президента США підозрюють у педофілії. Щоб відвернути увагу пересічних громадян від шокуючої теми, його консультанти пропонують демонструвати на телебаченні «маленьку переможну війну» в Албанії — уривки нібито з місця бойових дій. Поступово інтерес до інтимних подробиць життя президента зникає, оскільки у свідомості споживачів інформації відкладається інша, «важливіша», подія.